# Tegenaria capolongoi
Tegenaria capolongoi là một loài nhện trong họ Agelenidae.
Loài này thuộc chi Tegenaria. Tegenaria capolongoi được Paolo Marcello Brignoli miêu tả năm 1977.